# Фабрисио Оберто
Фабрисио Оберто (шп. Fabricio Oberto; рођен 21. марта 1975) је бивши аргентински кошаркаш. Играо је на позицији центра.

## Каријера
Оберто је професионалну каријеру почео да гради 1993. године у дресу аргентинског Атенаса. У Европу се доселио 1998. Грчки Олимпијакос му је био прва станица, после тога је отишао у Таукерамику и Памесу. Из Шпаније се 2005. године преселио у НБА лигу где је играо за Сан Антонио, Вашингтон и Портланд.
У НБА лиги је играо шест сезона, одиграо 336 утакмица, у којима је просечно играо 14,5 минута, постизао 3,2 поена, 3,5 скока и 0,9 асистенције. Од 2005. до 2009. године је играо за екипу Сан Антонио Спарса, са којом је 2007. освојио шампионски прстен.
Са репрезентацијом Аргентине освојио је сребрну медаљу на Светском првенству 2002. године када је у финалу била боља тадашња селекција СР Југославије. Уследила је златна медаља на Олимпијским играма 2004. у Атини, а четири године касније у Пекингу освојио је бронзану медаљу.

## Успеси

### Клупски
- Саски Баконија:
  - Првенство Шпаније (1): 2001/02.
  - Куп Шпаније (1): 2002.

- Валенсија:
  - УЛЕБ куп (1): 2002/03.

- Сан Антонио спарси:
  - НБА лига (1): 2006/07.